# Oneeke
Oneeke (aussi nommée Oneaka) est la plus petite des deux îles qui forment Kuria dans le nord des îles Gilbert. Elle est séparée de Buariki, la plus grande des îles, par un étroit canal. Un récif frangeant s'étend de l'île. 